# Bruno Paixão
Bruno Miguel Duarte Paixão (Setúbal, 28 de maio de 1974) é um árbitro de Portugal.

## Biografia
Faz parte da Associação de Futebol de Setúbal. Sua profissão é engenheiro de produção industrial.
É um árbitro de categoria internacional, estando colocado na 1ª categoria da UEFA para a época de  2012/2013 